# Sara Hjort Ditlevsen
Sara Manola Hjort Ditlevsen (Birkerød, 23 maggio 1988) è un'attrice e modella danese di origini tedesche.

## Filmografia

### Cinema
- Vanvittig forelsket, regia di Morten Giese (2009)
- Breeder, regia di Jens Dahl (2020)

### Televisione
- Rita – serie TV, 14 episodi (2012-2020)

## Riconoscimenti
- Premio Bodil
  - 2010 – Candidatura alla miglior attrice non protagonista per Love and Rage
  - 2013 – Miglior attrice protagonista per Undskyld jeg forstyrrer[1]